# Boisville-la-Saint-Père
Boisville-la-Saint-Père är en kommun i departementet Eure-et-Loir i regionen Centre-Val de Loire strax norr om centrala Frankrike. Kommunen ligger i kantonen Voves som tillhör arrondissementet Chartres. År 2022 hade Boisville-la-Saint-Père 721 invånare.

## Befolkningsutveckling
Antalet invånare i kommunen Boisville-la-Saint-Père
Referens:INSEE